# Infiammazione purulenta
(Aforisma latino)
Un'infiammazione purulenta è un'infiammazione caratterizzata principalmente da un essudato cellulare granulocitario, chiamato "pus" (dal latino pus, puris e dal greco πύον, "marciume"). Fra le cause principali della generazione di pus vi sono i batteri "piogeni", ovvero coloro che causano pus.

## Descrizione
I granulociti non vengono lisati durante la reazione infiammatoria e attaccano i tessuti, causando un'infiammazione per disfacimento o colliquazione o suppurazione cellulare.
Si forma quindi il pus, un essudato caratteristico di questo tipo di infiammazione. È un materiale viscoso di aspetto denso e cremoso, di un colore giallastro, dato dalla mieloperossidasi, enzima presente nei neutrofili coinvolti per primi nella risposta infiammatoria. La viscosità del pus è dovuta all'alto contenuto di DNA che deriva dal disfacimento dei granulociti.
Il pus è formato da leucociti morti o morenti, altri componenti dell'essudato infiammatorio (liquido d'edema e fibrina), microrganismi e prodotti del disfacimento dei tessuti (acidi nucleici e lipidi).

## Sintomi
Nell'infiammazione purulenta si osserva la continua produzione di essudato e il riassorbimento di sostanze tossiche, a cui spesso è associata un'amiloidosi secondaria (accumulo di amiloide nei tessuti) a carico del rene, della milza e del fegato.

## Tipi
Ci sono diversi tipi di infiammazione purulenta:
- Ascesso o Apostema: raccolta circoscritta di pus in una cavità neoformata
- Empiema: raccolta di pus in una cavità naturale preesistente, non comunicante con l'esterno (es. cavità pleurica, sacco pericardico)
- Flemmone: raccolta purulenta con tendenza ad estendersi e ad invadere diffusamente il tessuto connettivo lasso sottocutaneo, sottomucoso, subfasciale e intermuscolare.
- Patereccio
- Foruncolo
- Favo
- Idrosadenite
- Erisipela: infiammazione acuta della pelle
- Fistola

## Trattamento
Impacchi caldo-umidi, detersione antisettica e disinfezione locale; quando si verifica la colliquazione (fluidificazione) è possibile e spesso utile praticare un'incisione con successivo drenaggio del materiale purulento colliquato.
Nei casi più gravi è necessario ricorrere anche ad antibioticoterapia locale e sistemica.